# Phytometra viridaria
Phytometra viridaria — вид лускокрилих комах з родини еребід (Erebidae).

## Поширення
Вид поширений в Центральній і Південній Європі, Північній Африці, Західній Азії (Вірменія, Ірак, Іран, Афганістан, Пакистан) та у Сибіру. Трапляється на луках, сухих схилах і у відкритому лісі.

## Опис
Досить маленька міль з розмахом крил 17-21 мм. Вона не схожа на жодну іншу совку, але її можна сплутати з вогнівками-трав'янками (Crambidae) з підродини Pyraustinae. Щупці довгі й тонкі, але загнуті догори, щоб не виступати, як дзьоб, перед головою. Переднє крило трикутне, жовтувато-коричнево-оливкове, зовнішня третина більш-менш пурпурова. Червона зона розділена надвоє світлою зигзагоподібною поперечною лінією. Заднє крило має такий же колір, як і переднє, але трохи темніше. Крила мають дві пурпурні поперечні смуги, але вони часто нечіткі.

## Спосіб життя
Метелики літають вдень у червні - липні, іноді також у травні та серпні. Цілком імовірно, що він може мати два покоління в деякі літа. Личинки живляться на Polygala vulgaris (китятки звичайні), Polygala serpyllifolia та Pedicularis sylvatica. Зимує на стадії лялечки.